# Sedum hintonii
Sedum hintonii (укр. Очиток Хінтона) — вид трав'янистих сукулентів роду Очиток родини Товстолистих.

## Етимологія

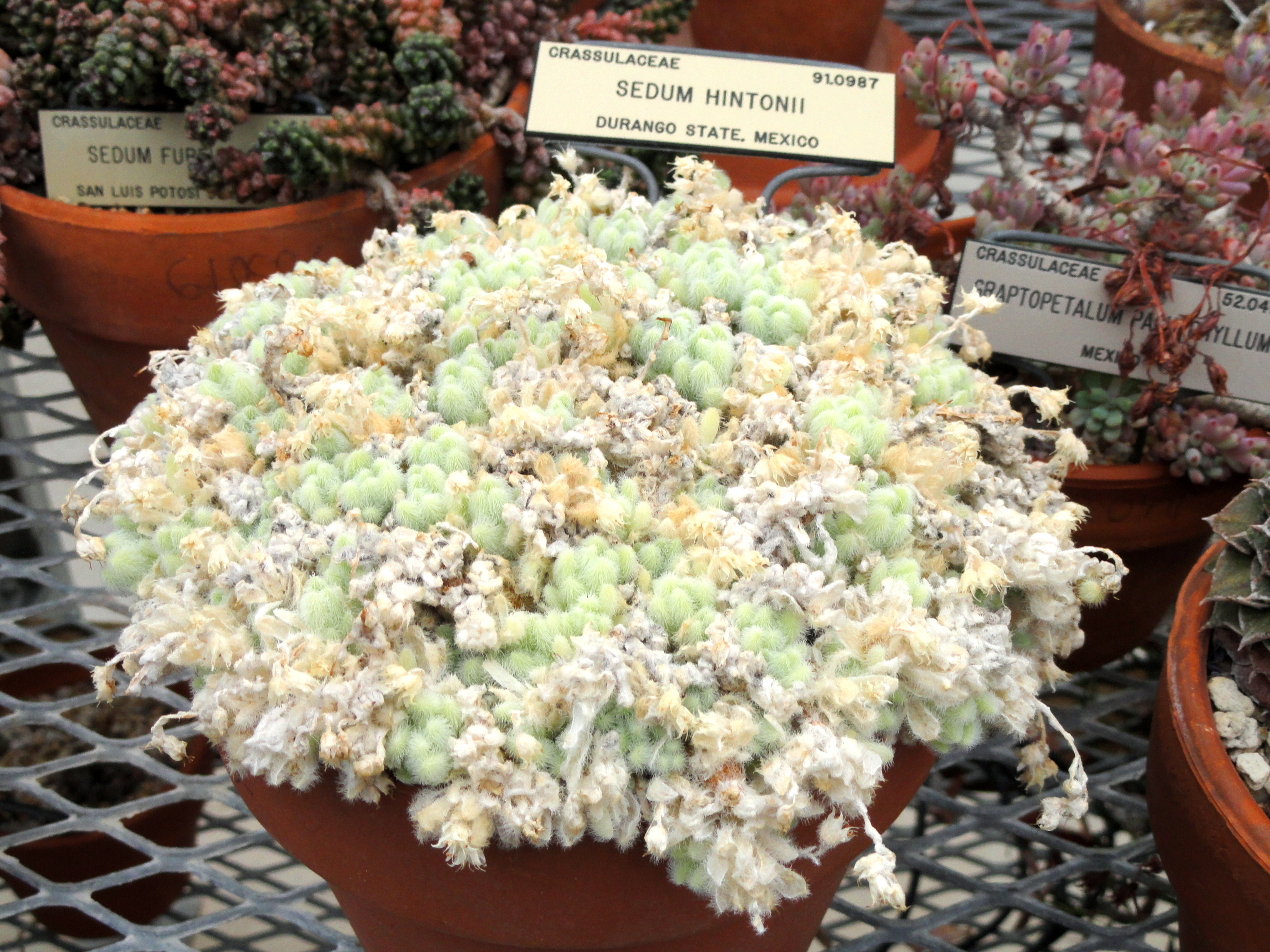
Sedum hintonii в ботанічному саду Каліфорнійського університету, Берклі, Каліфорнія, США

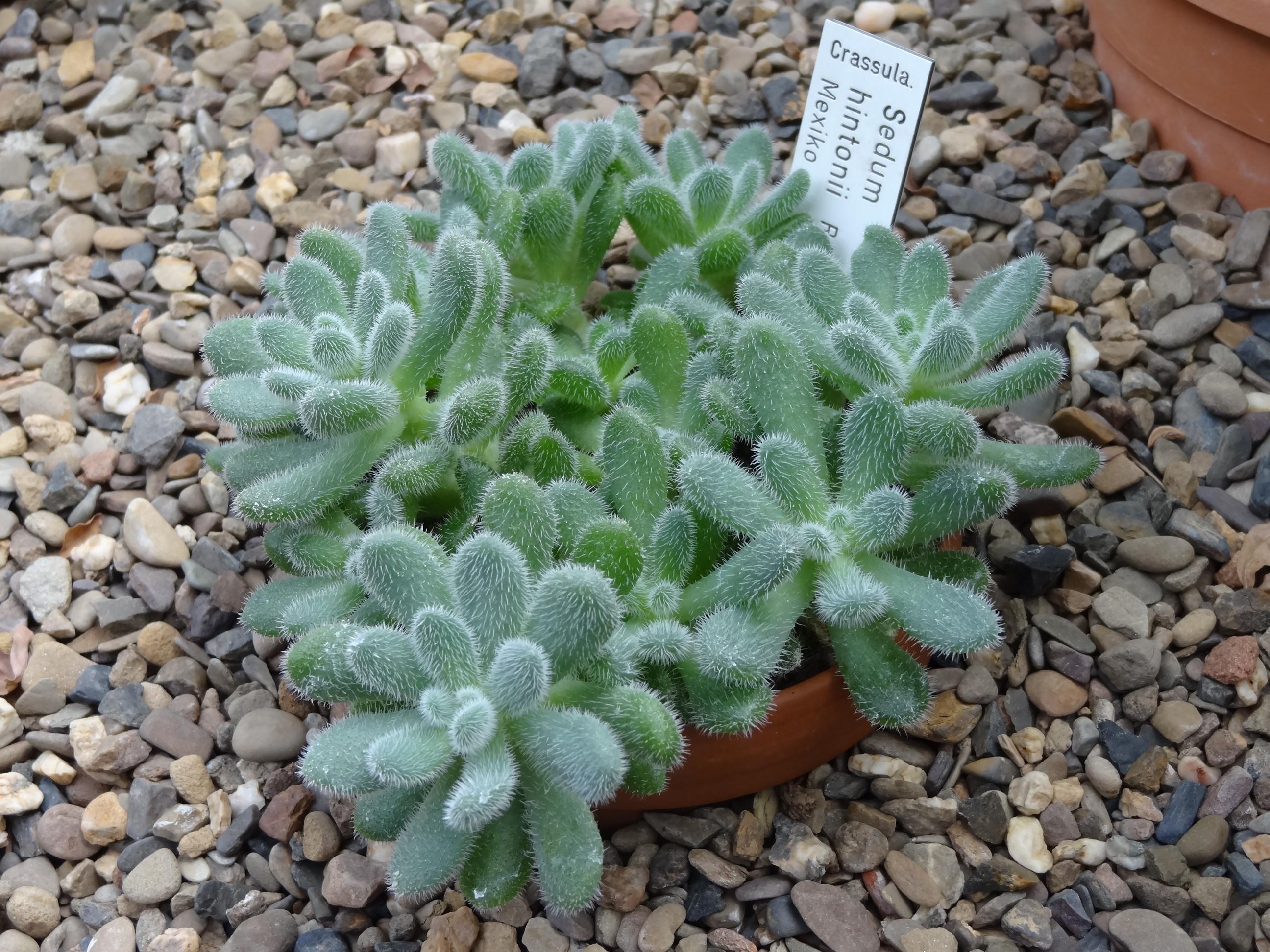
Sedum hintonii в ботанічному саду Гіссена, Німеччина

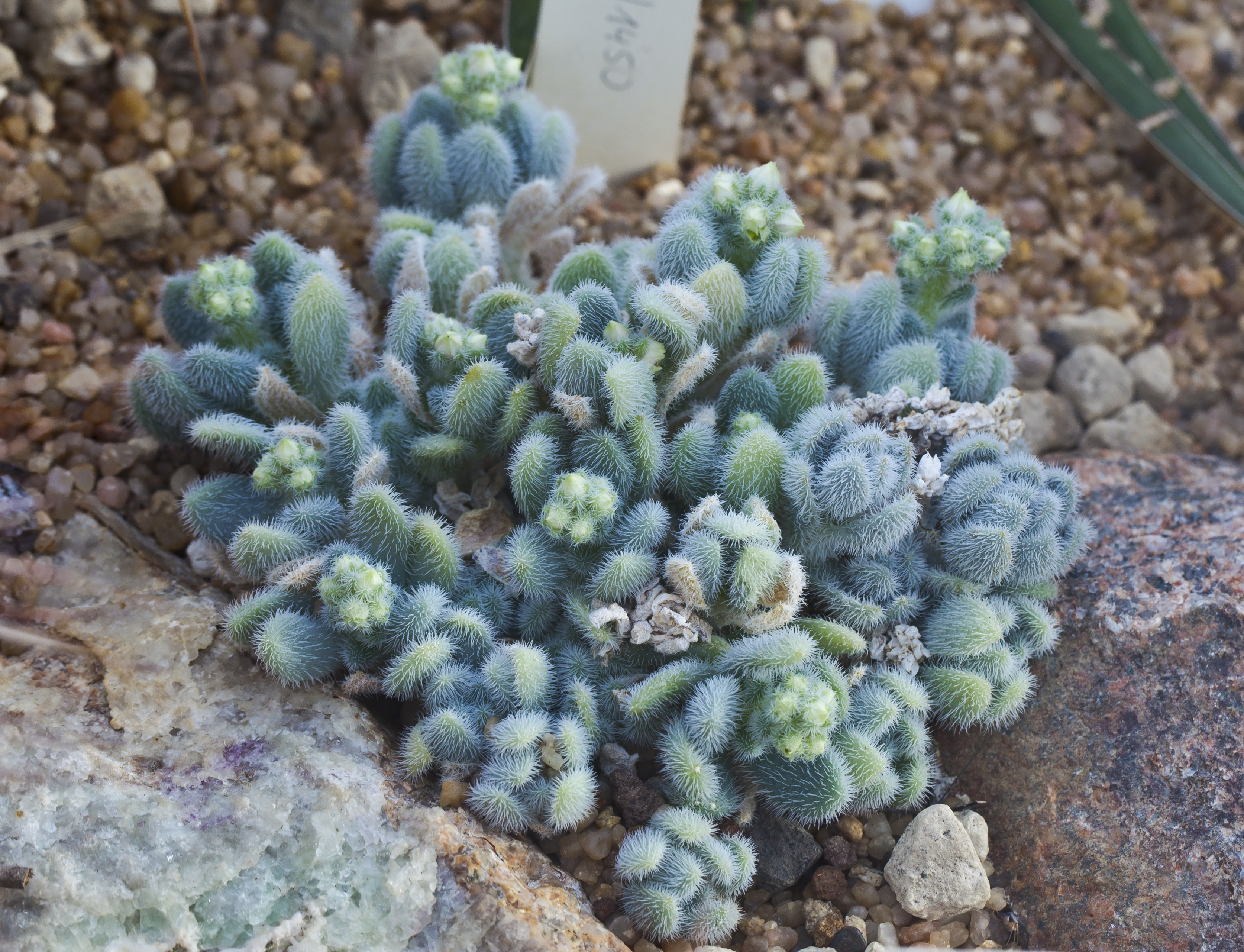
Sedum hintonii в ботанічному саду Мюнхена, Німеччина

Видова назва носить ім'я Джорджа Хінтона (англ. George Hinton) — дослідника сукулентних рослин.

## Загальна біоморфологічна характеристика
Карликова розеткова рослина зі сланкими стеблами та товстим, нечіткої форми білуватим листям, що на відміну від інших видів очитків, густо вкрите щетинками. Суцвіття — колос, покритий сидячими паперово-білими квітками.
Цей вид часто плутають з Sedum mocinianum. Головна відмінність — Sedum hintonii має суцвіття набагато довші, ніж у Sedum mocinianum.

## Поширення
Ареал цього виду розташований біля Каноас (ісп. Canoas), штат Дуранго, Мексика. Зростає на крутих схилах пагорбів і ущелин, на висоті до 3 000 м над рівнем моря як ґрунтопокривна рослина серед бромелієвих.

## Утримання в культурі
Цей вид вирощують як ампельну або ґрунтопокривну рослину.
Sedum hintonii витримує короткочасні невеликі морози за умови сухого ґрунту. Розмножують вегетативно живцями, що легко укорінюються в піщаній суміші.

## Історія
Sedum hintonii був знайдений 13 квітня 1941 року і описаний Робертом Теодором Клаусеном (англ. Robert Theodore Clausen) (1911—1981) в 1943 році в Бюлетні Ботанічного Клубу Торрі (Bulletin of the Torrey Botanical Club 70: 292. 1943.). Автор опису висловлював думку, що ця рослина, можливо, є міжродовим гібридом між Sedum ebracteatum і якоюсь рослиною з роду Ечеверія (Echeveria).